# Последна ваканция
„Последна вакация“ (на английски: Last Holiday) е щатска романтична комедия от 2006 г. на режисьора Уейн Уонг, по сценарий на Джефри Прайс и Питър Сийман. Филмът е свободно базиран на едноименния британски филм от 1950 г.на Джон Пристли. Във филма участват Куин Латифа, Ел Ел Кул Джей, Тимъти Хътън, Жерар Депардийо, Алиша Уит и Джанкарло Еспозито.